# Dinagapostemon gigas
Dinagapostemon gigas är en biart som först beskrevs av Heinrich Friese 1911.  Dinagapostemon gigas ingår i släktet Dinagapostemon och familjen vägbin. Inga underarter finns listade i Catalogue of Life.